# Diederik van Silfhout
Diederik van Silfhout (Ede, 20 april 1988) is een Nederlands dressuurruiter.
Hij won met het Nederlands dressuurteam op Arlando  brons op de Wereldruiterspelen 2014 en in 2015 goud op het Europees kampioenschap.  Hij nam deel aan de Olympische Zomerspelen 2016, individueel en met het Nederlands team.